# Ziva (namn)
Ziva eller Živa är ett hebreiskt och slaviskt kvinnonamn, med olika betydelser. På hebreiska betyder Ziva briljans, ljus, glans, och ljuset från Gud. Namnet Živa på slaviska språk som slovenska och serbiska kommer från modergudinnan Živa inom slavisk mytologi. Det kan också komma från det gamla slaviska ordet živŭ med betydelsen "levande".

## Kända personer med namnet
- Ziva Amishai-Maisels, israelisk konsthistoriker (1939–)
- Živa Andrić, slovensk backhoppare (2008–)
- Ziva Armoni, israelisk arkitekt (1926–2010)
- Živa Beltram, slovensk politiker (1921–2008)
- Ziva Yavin, israelisk botanist (1936–)
- Živa Deu, slovensk arkitekt (1951–)
- Živa Falkner, slovensk tennisspelare (2002–)
- Ziva-Marie Faske, tysk skådespelare (2008–)
- Živa Gruden, slovensk lärare och etnograf (1948–)
- Ziva Henry, holländsk fotbollsspelare (2004–)
- Živa Janc, slovensk rodelåkare (1986–)
- Živa Kraigher, slovensk koreograf, lärare och dansare (1920–2011)
- Ziva Kronzon, israelisk målare och skulptör (1939–)
- Ziva Lahat, israelisk bibliotekarie (1931–2019)
- Ziva Lieblich, israelisk målare och skulptör (1930–)
- Živa Majcen, slovensk patofysiolog och professor (1924–2022)
- Ziva Shomrat, israelisk fotomodell, tvåa i Miss World 1959, (1939–)
- Živa Vidmar, slovensk redaktör (1949–)
- Živa Vilfan, slovensk judoka (2003–)
- Ziva Yellin, israelisk konstnär (1962–)

## Fiktiva
- Ziva David, fiktiv karaktär i TV-serien NCIS spelad av Cote de Pablo